# میکیتا بزوهلی
میکیتا بزوهلی (اوکراینی: Микита Сергійович Безуглий؛ زادهٔ ۱ اوت ۱۹۹۵) بازیکن فوتبال است.
وی همچنین در تیم‌های ملی فوتبال Ukraine national under-18 football team و Ukraine national student football team بازی کرده‌است.